# Bruno Metsu
Bruno Metsu (Coudekerque-Village, 28 gennaio 1954 – Coudekerque-Village, 15 ottobre 2013) è stato un allenatore di calcio e calciatore francese.

## Biografia
Dopo aver allenato alcune squadre minori francesi e la nazionale della Guinea, nel 2000 viene chiamato ad allenare la nazionale di calcio del Senegal. Con i Lions de la Teranga, vincendo nel suo gruppo, consegue una storica qualificazione al campionato del mondo 2002 ai danni del Marocco, e poco dopo arriva al secondo posto in Coppa d'Africa. Ai Mondiali la sua nazionale arriva ai quarti di finale, battendo 1-0 la Francia campione del mondo al debutto e la Svezia agli ottavi. L'eliminazione ai quarti matura in seguito alla sconfitta con la Turchia.
Dopo aver sposato una musulmana ed essersi convertito all'Islam, ha cambiato nome, facendosi chiamare Abdoul Karim. Dal 25 settembre 2008 è stato commissario tecnico della Nazionale di calcio del Qatar al posto dell'uruguayano Jorge Fossati, firmando un contratto fino al 2014. Il 3 febbraio 2011 viene esonerato dopo l'eliminazione ai quarti della Coppa d'Asia 2011.
Il 16 marzo 2011 ha firmato un contratto con l'Al-Gharafa fino al 2013. L'11 luglio 2012 ha sostituito l'esonerato Diego Armando Maradona sulla panchina dell'Al-Wasl. Circa tre mesi più tardi ha risolto il contratto con la sua ultima squadra, per motivi di salute. Nell'ottobre 2012 gli è stato infatti diagnosticato un cancro al colon in fase avanzata. A causa della malattia, è deceduto il 15 ottobre 2013 a 59 anni nella nativa Coudekerque.

## Palmarès

### Giocatore
- Campionato belga di calcio: 1

Anderlecht: 1971-1972
- Coppa del Belgio: 1

Anderlecht: 1971-1972

### Allenatore
- Campionato emiratino: 2

Al-Ain: 2002-2003, 2003-2004
- AFC Champions League: 1

Al-Ain: 2002-2003
- Campionato qatariota: 1

Al-Gharrafa: 2005
- Coppa del Principe della Corona del Qatar: 1

Al-Gharrafa: 2005